# 33573 Hugrace
33573 Hugrace este o planetă minoră (asteroid), cu un diametru de 5,619 km, din centura de asteroizi. A fost descoperită pe 10 mai 1999 la Experimental Test Site⁠(d) de Lincoln Near-Earth Asteroid Research. 
Obiectul prezintă o orbită caracterizată de o semiaxă mare de 2,3736735 UAi, o excentricitate de 0,14, o înclinație de 7,67899 ° în raport cu ecliptica.